# Kungsholmen (okręg administracyjny)
Kungsholmen – okręg administracyjny (stadsdelsområde) w ramach gminy Sztokholm, położony w jej centralnej części (Innerstaden). Obejmuje wyspy Kungsholmen oraz Lilla Essingen i Stora Essingen.
Według danych opublikowanych przez gminę Sztokholm, 31 grudnia 2014 r. stadsdelsområde Kungsholmen liczyło 68 016 mieszkańców, obejmując następujące dzielnice (stadsdel):
- Fredhäll
- Kristineberg
- Kungsholmen
- Lilla Essingen
- Marieberg
- Stadshagen
- Stora Essingen

Powierzchnia wynosi łącznie 7,03 km², z czego wody stanowią 2,18 km².